# 하치가타성

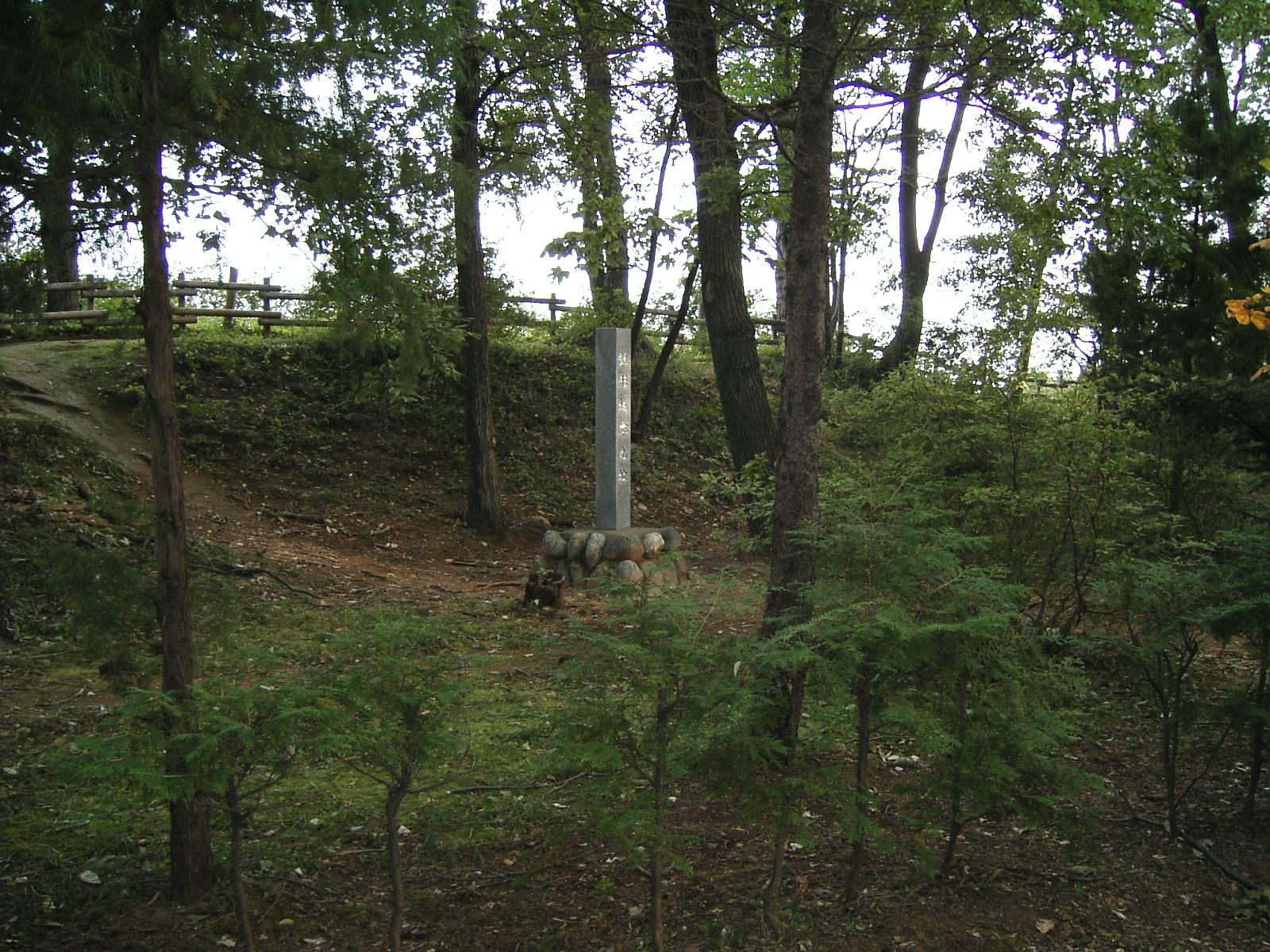
하치가타성의 혼마루터

하치가타성(鉢形城 하치가타조[*])은 일본 사이타마현 오사토군 요리이정에 있는 센고쿠 시대 성터이다. 국가 사적으로 지정되어 있다.